# Novo Estádio de Ordu
O Novo Estádio de Ordu (em turco, Yeni Ordu Stadı) é um estádio de futebol recém-construído localizado na cidade de Ordu, na Turquia. Oficialmente inaugurado em 23 de outubro de 2021, possui capacidade máxima para 16 768 espectadores. Atualmente, é o local onde o Orduspor manda seus jogos oficiais por competições nacionais.